# Kazma Sakamoto
Kazma Sakamoto (Tóquio, 1 de outubro de 1982) é um lutador de wrestling profissional japonês, mais conhecido por seu trabalho na WWE, sendo manager de Lord Tensai no Raw, e também lutando no território de desenvolvimento FCW sob o nome Sakamoto. Ele competia no Kaientai Dojo no Japão, onde ganhou uma vez o Strongest-K Championship e Três vezes o Strongest-K Tag Team Championship com Ryota Chikuzen e Kengo Mashimo e o Miyawaki. Após a sua libertação da WWE, ele voltou para o Japão como Kazma Sakamoto, trabalhava como um freelancer para o Kaientai Dojo, Pro Wrestling Zero1 e Wrestle-1. Em 2015, ele assinou um contrato com a Wrestle-1.

## Carreira

### Kaientai Dojo (2003-2011)
Kazma foi treinado por Taka Michinoku na escola de wrestling do Kaientai Dojo e fez sua estréia para a promoção em 3 de Maio de 2003. In 2005, Kazma took on Taka Michinoku for the Strongest-K Championship and a few days later took part in the Strongest-K 2005 tournament and would lose both. Em 2005, sob a orientação do ex-gerente da Far East Connection, 296, Kazma formado um grupo em conjunto com o Kengo Mashimo chamado Kinnoutou e começaram a dominar, eventualmente, assumir Ryota Chikuzen e Kunio Toshima também. Mashimo e Kazma foram muito bem sucedidos como um grupo, Mashimo e Kazma foram imbativeis desde a formação da Kinnoutou e não perderão até a queda até bem depois que ele deixou o grupo. Kengo Mashimo e Kazma ganharam um torneio para serem coroados pela primeira vez os primeiros Strongest-K Tag Team Champions. Os dois começaram a dominar a cena de equipas no K-DOJO eles também ganharam os UWA e UWF Intercontinental Tag Team Championships, absorvendo-los para os Strongest-K Tag Team Champions. Quando K-DOJO dividiu a sua lista em duas, Kazma, juntamente com o resto do e dos seus aliados Kinnoutou foram elaborados para GET. No início de 2006 viu-se Mashimo e Kazma perder sua primeira os seus primeiros combate de equipas juntos, e perderam os títulos em fevereiro para o Makoto Oishi e Shiori Asahi. Depois de perder, sinais de fricção começaram a crescer os Kinnoutou com sentido de salvar TAKU Michinoku de um ataque de justiça do Kunio Toshima.
No início de 2007, Kazma começou a fazer equipa com Taka Michinoku e juntos participaram na Strongest-K Tag League 2007 e chegaram às final antes de serem eliminados por Makoto Oishi e Shiori Asahi. Em março, Kazma derrotou o Miyawaki para tornar-se o concorrente numero 1 para o Strongest-K Championship e num mês depois ele perdeu o titulo para um ex-membro dos Kinnotou, Kengo Mashimo. Kazma uniu-se com Ryota Chikuzen para ir contra Miyawaki e YOSHIYA pelos Strongest-K Tag Team Championship e perderam. No verão de 2007, Kazma participou na Strongest-K Tournament 2007 e alcançou as meias-finais antes de ser eliminado da competição. Em 4 de Setembro de 2007, Kazma e Chikuzen derrotaram Miyawaki e Naoki Tanizaki para tornarem-se os Strongest-K Tag Team Champions e mantiveram os títulos para cerca de um mês antes de perdê-los para Kengo Mashimo e Madoka. Kazma, Kengo Mashimo e Ryota Chikuzen uniram-se para derrotar JOE, TAKA Michinoku e Taishi Takizawa no combate aposentadoria de Ryota Chikuzen no K-DOJO e com Chikuzen a deixar o K-dojo, os Kinnotou acabaram. No início de 2008, Kazma juntou-se com Taishi Takizawa e perdeu na primeira ronda da Kaientai DOJO Tag League 2008 e com este a perder Kazma juntar-se com Yuji Hino para participar no mesmo torneio e chegaram às final antes de ser eliminado por Kengo Mashimo e Madoka. Após o torneio, Kazma juntou-se ao grupo OMEGA e para a maioria da primeira parte de 2008 juntou-se com membros do OMEGA para participar num combate de equipas contra os seus rivais Handsome e Slum. Em 20 de Junho 2008, Kazma e Miyawaki derrotaram os membros dos Handsome membros Joe e Taka Michinoku pelo Strongest-K Championship. Depois de ganhar o campeonato, Kazma participou no Torneio Strongest-K de 2008 e na primeira ronda, Michinoku vingou-se do Kazma ao tira-lo da competição. Em agosto, Kazma e Miyawaki perderam os Strongest-K Tag Team Champions para os ex-campeões. Eles acabaram por deixar o grupo para formar um novo com o ex-membro dos Kinnotou, Kengo Masimo. Junto com Kazma e Kengo Mashimo, Kaji Yamato, Daigoro Kashiwa e Hiro Tonai também fizeram parte dos Monster Planet. Para na maioria de 2009, Kazma assumiu membros de outros grupos em ambos combates de luta individual como de equipas. Na Strongest-K Tournament 2009, ele perdeu contra o Daigoro Kashiwa na semifinal . Kazma fez parte de dois torneios em rápida sucessão, o primeiro ao ser um de torneio de três vias num dia, que foi ganho por Yuji Hino, e a Strongest-K Tournament 2009, onde foi eliminado pelo Kashiwa na semifinal. Em 17 de Outubro de 2009, Kazma finalmente derrotou Taka Michinoku para tornar-se Strongest-K Champion. Ele passou a juntar-se com Tonai na Kaientai DOJO Tag League 2010 e ganhou quatro pontos e duas outras equipas no bloco tinham também e, portanto, participaram num de três equipas ganho por Shiori Asahi e Yuji Hino. Ao longo de 2009 e 2010 Kazma defendeu o seu título em várias ocasiões mantendo-o até 15 de agosto de 2010, onde ele perdeu para Yuji Hino. Com a perda do seu titulo, os Monster Planet acabaram deixando Kazma por conta própria. Com não havia nenhum grupo Kazma estaria sozinho e as suas perspectivas iriam sofrer como resultado. Ao longo de 2011, Kazma teve várias oportunidades para tornar-se um campeão, ou o candidato numero um e perdeu todos eles. Kazma e Harashima perderam para HIROKI & Kengo Mashimo pelos Strongest-K Tag Team Championship. Kazma também perdeu numa vingnça pelo Strongest-K Champioship. No verão de 2011, ele participou nim combate pelo candidato numero 1 pelo Strongest-K Championship na realização do combate e outros tipos de combates no torneio Strongest-K Kazma ganharia um total de seis pontos no bloco B o que não foi o suficiente para avançar para as semi-finais. O último combate de Kazma para o Kaientai Dojo foi em 10 de setembro de 2011, ele uniu-se com Shiori Asahi e perderam para Hiro Tonai e Taishi Takizawa.

### World Wrestling Entertainment (2011-2013)
No verão de 2011, ele fez uma excursão para a América do Norte e posteriormente foi assinado um contrato de desenvolvimento pela WWE e atribuída ao seu território de desenvolvimento Florida Championship Wrestling sob o nome Sakamoto. Sakamoto fez a sua estreia na FCW em 4 de dezembro de 2011 ao lado do companheiro K-Dojo Jiro numa derrota contra a equipa do Big E Langston e Nick Rogers.Sakamoto passou a perder cada combate na FCW televisionado ele participou, incluindo derrotas para Dean Ambrose e Mike Dalton.
Em 26 de março de 2012, Sakamoto fez a sua primeira aparição na televisão da WWE numa vinheta para estrear o Lord Tensai. Sakamoto fez a sua estreia em 2 de abril de 2012 na Raw como o seguidor de Tensai. Sakamoto faria auxiliar de Tensai, interferindo nos seus combates e atacando os seus adversários. A partir de junho, com Tensai a perder mais frequentemente, ele costumava desabafar as suas frustrações por abusar e atacar Sakamoto, quem iria permanecer fiel ao seu mestre. Em setembro, Tensai deixou de aparecer com Sakamoto, que desapareceu da televisão.
Após a sua dissociação com Tensai, Sakamoto voltou ao território de desenvolvimento da WWE, a ex-FCW, que tinha sido restaurada como NXT Wrestling. Ele fez a sua estréia na NXT em 16 de janeiro de 2013, perdendo para Adrian Neville. Enquanto enfrenta. Briley Pierce no episódio de 8 de maio na NXT, os dois homens foram atacados por Conor O'Brian, o que levou a ambos os homens a desafiarem O'Brian a um combate de 2 contra 1 no próximo episódio, que O'Brian ganhou. Em 17 de Maio de 2013, Sakamoto foi posto no seu último combate que foi uma Battle Royal em 29 de maio no episódio da NXT (que foi gravado antes de sua libertação) para determinar o # 1 contender pelo NXT Championship onde ele e Pierce foram os primeiros homens eliminados do combate cortesia de Mason Ryan.

### Retorno para o Japão (2013–presente)
Em 11 de Junho de 2013, Kazma, anunciado sob o nome real Kazma Sakamoto, que ia voltar para o Japão num evento da Pro Wrestling Zero1, onde ele anunciou que ia participar na Fire Festival de 2013. Em 15 de julho, Sakamoto lutou a sua primeira luta desde que foi despedido da WWE, quando ele derrotou Tank Nagai num evento do Kaientai Dojo. Sakamoto terminou a Fire Festival em 4 de Agosto com um recorde de duas vitórias, um empate e duas derrotas, e falhou para avançar para as finais do torneio. Em 15 de setembro, Sakamoto fez sua estreia na Wrestle-1, com a parceria com Ryoji Sai num combate de equipas, onde derrotaram Ryota Hama e Yasufumi Nakanoue. Sakamoto substituiu o Kohei Sato que estava lesionado num grupo chamado Desperado, liderada por Masayuki Kono, e mais tarde no evento ajudou Kono a derrotar Masakatsu Funaki. De volta ao Kaientai Dojo no dia seguinte, Sakamoto e Kengo Mashimo derrotaram Daigoro Kashiwa e Ricky Fuji para ganhar os Strongest K-Tag Team Championship. Eles perderam os título na sua primeira defesa em 10 de novembro para a equipa de Kaji Tomato e Taka Michinoku. Em 11 de Janeiro de 2014, Sakamoto fez sua estreia na Wrestling New Classic (WNC), ao derrotar Masaya Takahashi, depois ele desafiou e atacou o WNC Champion Tajiri. Isto levou a um combate pelo título entre os dois em 30 de Janeiro, onde Tajiri manteve o seu título. Através da relação de trabalho da Wrestle-1 com a promoção americana Total Nonstop Action Wrestling (TNA), Sakamoto trabalhou para a TNA na Bound for Glory em Tóquio em 12 de outubro, ao perder para o MVP. Em 30 de Janeiro de 2015, Sakamoto recebeu a sua primeiro opurtunidade pelo um titulo da Wrestle-1, quando ele e membro mais novo dos Desperado Koji Doi desafiaram sem sucesso Kaz Hayashi e Shuji Kondo pelos Wrestle-1 Tag Team Championship. Em 26 de Junho de 2015, foi anunciado que Sakamoto tinha assinado um contrato com a Wrestle-1, terminando oficialmente os seus dias como um freelancer. Pouco depois, Sakamoto tornou-se o novo líder dos Desperado, depois de expulsar Kono fora do grupo. De acordo com a nova liderança, do grupo foi renomeado para" Real Desperado" em 13 de outubro. Em 3 de novembro, Sakamoto, Koji Doi e Nosawa Rongai derrotaram os Jackets (Jiro Kuroshio, Seiki Yoshioka e Yasufumi Nakanoue) pelos UWA World Trios Championship. Eles perderam os títulos de volta para os Jackets em 27 de novembro. Em 6 de março de 2016, Sakamoto e o membro mais novo dos Real Desperado Yuji Hino derrotaram os TriggeR (Masayuki Kono e Shuji Kondo) pelos Wrestle-1 Tag Team Championship.

## No wrestling
- Movimentos de finalização
  - Como Kazma
    - Chokeslam[4]
    - Kazmax (Side Slam)[4][5]
    - Rydeen Bomb (Sitout Spinebuster)[4]

  - Como Sakamoto
    - Harakiri (Diving double foot stomp)[1]
- Movimentos Secundários
  - Axe Bomber (Crooked arm lariat)[4][5]
  - Kazlock (Crossface chickenwing)[5]
  - Kazrock (Arm triangle choke)[4]
  - Throat thrust[6]
- Lutadores que acompanhou
  - Lord Tensai
  - Goliath

## Títulos e prêmios
- Kaientai Dojo
  - Strongest-K Championship (1 vez)
  - Strongest-K Tag Team Championship (4 vezes) - com Kengo Mashimo (2), Ryota Chikuzen (1) e o Miyawaki (1)
  - UWA/UWF Intercontinental Tag Team Championship (1 vez) - com Kengo Mashimo
  - Strongest-K Tag Team tournament - com Kengo Mashimo (2005)
  - Tag Team Match of the Year (2013) com Kengo Mashimo vs. Kaji Tomato e o Taka Michinoku em 10 Novembro[7]
- Wrestle-1
  - UWA World Trios Championship (1 vez) - com Koji Doi e Nosawa Rongai[8]
  - Wrestle-1 Tag Team Championship (1 vez) - com Yuji Hino[9]